# コスミック出版
株式会社コスミック出版（コスミックしゅっぱん）は、日本の出版社。2006年に株式会社コスミックインターナショナルから現社名に変更された。

## 概要
パズル、釣り、スポーツ、芸能関連の趣味雑誌から時代小説、官能小説、ボーイズラブやティーンズラブといった娯楽小説を手がけている。またパブリックドメインと判断した（いわゆる1953年問題）名作映画のDVDを中心に販売している。
関連会社に、雑誌『ラジコン技術』を発行する電波社がある。

## 刊行物

### パズル雑誌
- クロスワード太郎（奇数月19日発売）
- スケルトンプラザ（奇数月19日発売）
- ナンクロプラザ（奇数月19日発売）
- ナンプレランド（奇数月8日発売）
- 実力検定ナンプレ（奇数月26日発売）
- 漢字ランド（奇数月19日発売）
- 漢字難問太郎（奇数月2日発売）
- 究極漢字（奇数月19日発売）
- 難問漢字ジグザグ（奇数月26日発売）
- でっかい！まちがいさがし（偶数月14日発売）
- オールナンクロ（偶数月19日発売）
- オール漢字パズル（偶数月19日発売）
- クロスワードプラザ（偶数月19日発売）
- ナンプレプラザ（偶数月8日発売）
- ナンプレ太郎（偶数月19日発売）
- レディースアロー＆スケルトン（偶数月19日発売）
- 実力検定難問ナンプレ（偶数月26日発売）
- 漢字ジグザグ太郎（偶数月14日発売）
- 漢字太郎（偶数月26日発売）
- 漢字簡単太郎（偶数月2日発売）
- 特選漢字100問（偶数月19日発売）
- ナンクロ太郎（3/6/9/12月の19日発売）
- 漢字太郎SP（3/6/9/12月の14日発売）
- 点つなぎプラザスペシャル（3/6/9/12月の14日発売）
- 特盛り！漢字（3/6/9/12月の14日発売）
- オールナンクロSP（2/5/8/11月の14日発売）
- レディーススケルトンSP（2/5/8/11月の2日発売）
- 漢字難問SP（2/5/8/11月の14日発売）
- 点つなぎプラザ（2/5/8/11月の14日発売）
- 特選ナンクロプラザ（1/4/7/10月の2日発売）
- 特選大きな文字のクロスワード（1/4/7/10月の2日発売）
- 究極！漢字名人（1/4/7/10月の14日発売）
- 超特盛アロー＆スケルトンプラザ（1/4/7/10月の19日発売）

### その他雑誌
- 韓流旋風（偶数月5日発売） - 韓流雑誌。
- 新鮮小説（偶数月21日発売）[6] - 官能小説誌。

### ムック
- VOICE+ - 声優情報誌（元「VOICE Channel」[7]）。

### 文庫
- コスミック文庫
- コスミック・時代文庫
- コスミック文庫α
- セシル文庫 - ボーイズラブ小説レーベル[8]。
- ハガネ文庫 - ライトノベルレーベル。2024年5月創刊[9]。

### コミック
- Spicy Whip Comics
- キュン!コミックス

## 過去の刊行物

### 過去の雑誌
- YOUNG キュン!

### 過去の書籍レーベル
- JUICY NOVEL
- バナナコミックス
- コスモノベルズ
- コスミック・ロマンス
- コスミック・ロマン文庫
- コスミック・ミステリー文庫
- コスミック・知恵の実文庫